# Araras do Aripuanã
Arara do Aripuanã, também chamado de Arara do Rio Branco, é um povo indígena brasileiro. Receberam o nome "arara" porque utilizam uma pena desta ave na cabeça. Seu território demarcado tem a extensão de 144.842.474 hectares.
A tribo Arara do Aripuanã se localiza ao norte de Mato Grosso, à margem esquerda do rio Aripuanã.
No ano de 1994, sua população estimada era de 150 pessoas.
Sua língua é a Tupi-Arara, pertencente ao tronco linguístico Tupi.
Eles plantam raízes, como a mandioca, e milho.